# Heliga Treenighetens kyrka, Gorne Kratovo
Heliga Treenighetens kyrka (makedonska: Црква „Св. Троица“; translitteration: Tsrkva ''Sv. Troitsa'') är en liten makedonisk-ortodox kyrkobyggnad belägen i byn Gorne Kratovo, i kommunen Kratovo i den statistiska regionen Nordöstra regionen, i nordöstra Nordmakedonien.
Kyrkan är helgad åt Treenigheten och tillhör Kumanovos och Osogovos stift.

## Historik
Heliga Treenighetens kyrka i Gorne Kratovo invigdes den 16 maj 2021.

## Bilder

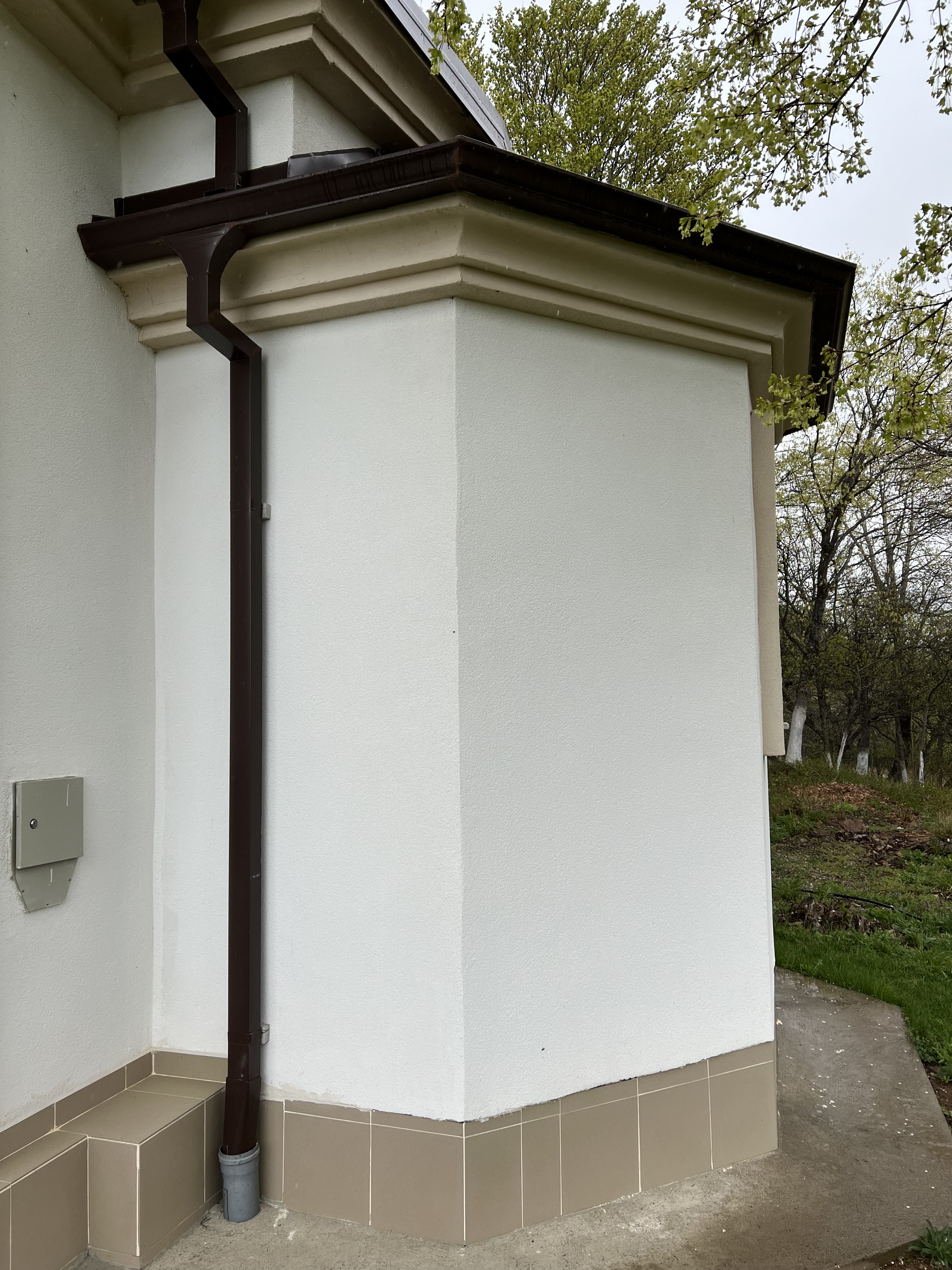
Absiden.
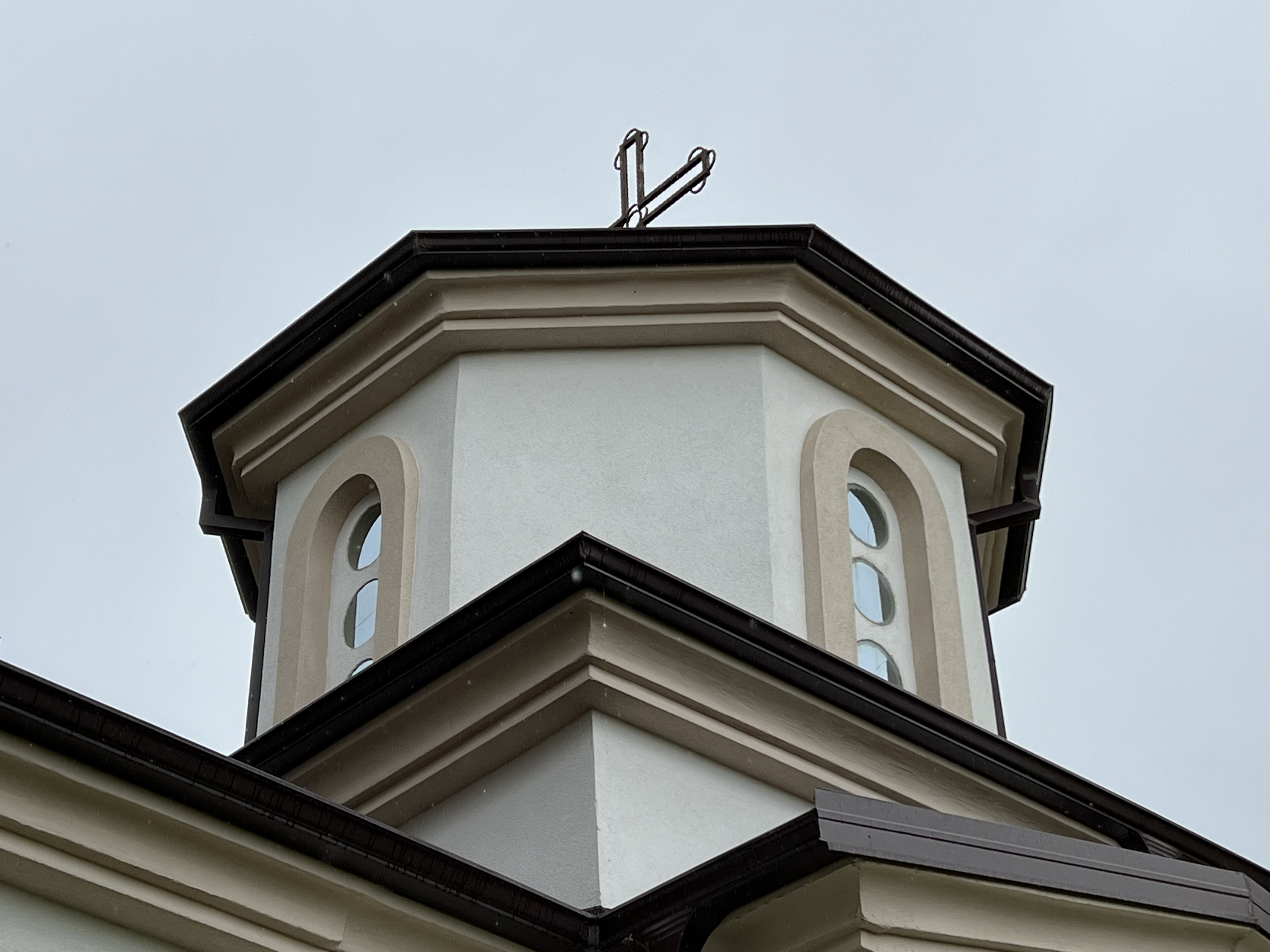
Närmare bild på kupolen.
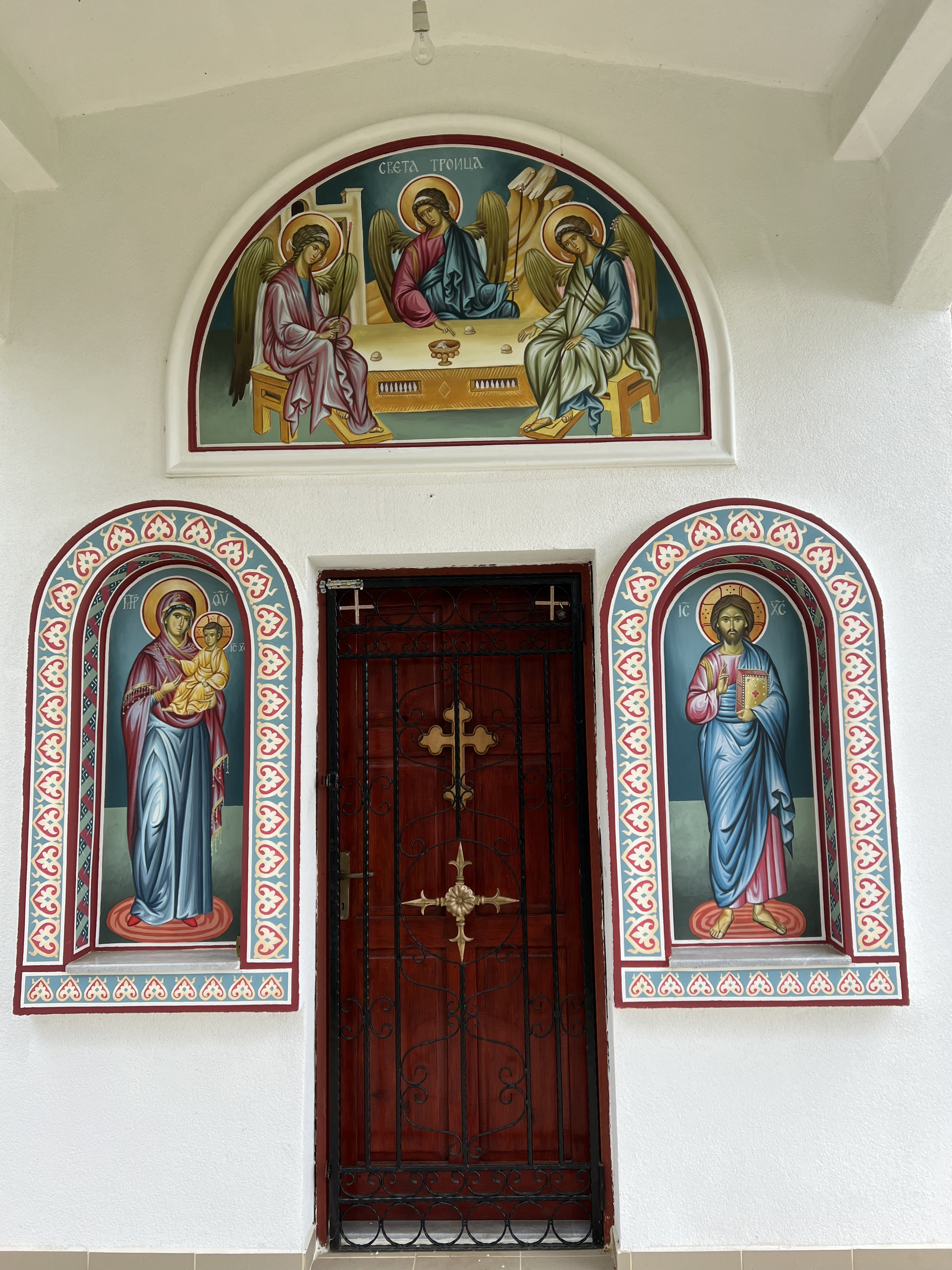
Entrén med freskmålningar.